# Tuca dera Aubeta
El Tuca dera Aubeta és una muntanya de 2.487 metres que es troba entre els municipis de Naut Aran i de Vielha e Mijaran, a la comarca de la Vall d'Aran. És la primera elevació important de l'est de la Sèrra de Rius.